# 310.
310. je drugo desetletje v 4. stoletju med letoma 310 in 319. 